# 재정절벽
재정 절벽(財政絶壁, 영어: fiscal cliff)은 미국 의회가 새로운 법을 제정하지 못할 경우, 2013년부터 세금인상과 정부예산 지출삭감으로 인해 경제에 충격을 주는 현상을 말한다.
2011년 8월 스탠다드 앤 푸어스는 미국의 신용등급을 AAA에서 AA+로 강등했다. 더 이상의 돌려막기는 안된다는 경고였다.

## 문제원인
오바마는 이라크 전쟁, 아프간 전쟁으로 급증한 국방비와 전임 부시 행정부의 감세조치를 재정적자의 주원인으로 본다.
반면에 공화당에서는 오바마 대통령의 복지정책이 재정절벽의 주원인이라고 주장한다.

## 해결방안
1조 달러(1천조 원)짜리 백금 동전을 만들자는 제안이 있었다. 노벨 경제학상 수상자인 프린스턴 대학교의 폴 크루그먼이 동참했다.

## 참조
1. ↑  '재정절벽' 과연 무엇일까? 《아시아경제》, 2012년 11월 17일
2. ↑  https://news.naver.com/main/read.nhn?mode=LSD&mid=sec&sid1=110&oid=112&aid=0002331404
3. ↑  https://news.naver.com/main/read.nhn?mode=LSD&mid=sec&sid1=101&oid=009&aid=0002863136
4. ↑  https://news.naver.com/main/read.nhn?mode=LSD&mid=sec&sid1=101&oid=009&aid=0002871885